# Выборы главы Республики Мордовия (2021)
Внеочередные выборы главы Республики Мордовия прошли в единый день голосования 19 сентября 2021 года, одновременно с выборами в Государственную Думу.

## Предпосылки
В 2012 году премьер-министр Мордовии Владимир Волков был утверждён парламентом по представлению президента, сменив многолетнего (1995—2012) Главу Республики Николая Меркушкина. В 2017 году Владимир Волков был переизбран на второй срок с результатом 89,19 % при явке 81,96 %. 18 ноября 2020 года подал в отставку, а на вакантное место главы региона был назначен бывший глава правительства Дагестана (2018—2020) и министр экономики Татарстана (2014—2018) Артём Здунов. Среди причин ухода Владимира Волкова со своего поста эксперты называли его возраст и состояние здоровья, экономические проблемы региона, а также ситуацию с коечным фондом во время распространения коронавирусной инфекции, которая, по словам вице-премьера Татьяны Голиковой, «является худшей в стране».

## Процедура выдвижения и регистрации
В Республике Мордовия кандидаты выдвигаются только политическими партиями, имеющими в соответствии с федеральными законами право участвовать в выборах. При этом кандидатам не обязательно быть членом какой-либо партии. Самовыдвижение кандидатов невозможно.
Главой Республики Мордовия может быть избран гражданин Российской Федерации, достигший возраста 30 лет. Кандидаты не должны иметь иностранного гражданства или вида на жительство. Каждый кандидат для регистрации должен собрать не менее 7 % подписей членов и глав муниципальных образований (184—193 подписи). Также кандидаты в губернаторы представляют в Совет Федерации 3 кандидатуры, а победитель выборов впоследствии назначает одного из представленных кандидатов.

## Кандидаты
| Кандидат         | Возраст              | Должность (на момент выдвижения)                                                                    | Субъект выдвижения   | Статус          | Кандидаты в Совет Федерации |
| ---------------- | -------------------- | --------------------------------------------------------------------------------------------------- | -------------------- | --------------- | --- |
| Артём Здунов     | 47 лет (18.05.1978)  | и. о. главы Республики Мордовия, бывший премьер-министр Дагестана (2018—2020)                       | «Единая Россия»      | зарегистрирован | 1. Сергей Кисляк, действующий сенатор Совета Федерации 2. Игорь Фрейдин, заместитель генерального директора по стратегическому развитию ООО «Турбоэнергоремонт» 3. Михаил Сезганов, главный федеральный инспектор по Мордовии                                                                          |
| Дмитрий Кузякин  | 63 года (21.12.1961) | депутат Государственной Думы, кандидат на выборах главы Республики Мордовия 2017 года               | КПРФ                 | зарегистрирован | 1. Виктор Венчаков, председатель региональной Ассоциации сотрудников правоохранительных органов 2. Алексей Савкин, директор ООО «САЛАНГ» 3. Станислав Марин, заведующий стационара дневного пребывания, врач дерматовенеролог                                                                          |
| Александр Лемкин | 69 лет (01.09.1955)  | пенсионер                                                                                           | «Партия пенсионеров» | зарегистрирован | 1. Руслан Мухаев, председатель регионального отделения общественной организации малого и среднего предпринимательства «Опора России» 2. Алексей Полозов, председатель Саранской пролетарской районной ветеранской организации 3. Евгений Ячинов, председатель профсоюза «Саранский механический завод» |
| Евгений Тюрин    | 49 лет (04.11.1975)  | депутат Государственного Собрания Мордовии, кандидат на выборах главы Республики Мордовия 2017 года | ЛДПР                 | зарегистрирован | 1. Алексей Захряпин, помощник депутата Государственной Думы Сергея Маринина, член Саранского Совета депутатов 2. Павел Фоминов, индивидуальный предприниматель 3. Анатолий Вахтеров, юрист |

## Результаты
| Место                       | Место                       | Кандидат                    | Партия                      | Голосов | %       |
| --------------------------- | --------------------------- | --------------------------- | --------------------------- | ------- | ------- |
|                             | 1.                          | Артём Здунов (действующий)  | Единая Россия               | 298 571 | 78,26 % |
|                             | 2.                          | Дмитрий Кузякин             | КПРФ                        | 71 430  | 9,94 %  |
|                             | 3.                          | Евгений Тюрин               | ЛДПР                        | 23 688  | 6,21 %  |
|                             | 4.                          | Александр Лемкин            | Партия пенсионеров          | 10 081  | 2,64 %  |
|                             |                             |                             |                             |         |         |
| Действительных бюллетеней   | Действительных бюллетеней   | Действительных бюллетеней   | Действительных бюллетеней   | 376 141 | 98,59 % |
| Недействительных бюллетеней | Недействительных бюллетеней | Недействительных бюллетеней | Недействительных бюллетеней | 5371    | 1,41 %  |
| Всего                       | Всего                       | Всего                       | Всего                       | 381 512 | 100 %   |
|                             |                             |                             |                             |         |         |
| Явка                        | Явка                        | Явка                        | Явка                        | 381 512 | 64,80 % |
| Число избирателей           | Число избирателей           | Число избирателей           | Число избирателей           | 588 731 | 100 %   |

Действующий сенатор Сергей Кисляк вновь был назначен в Совет Федерации.